# Vic Vilh
Vic Vilh, (en occità: Vic Vilh) és un parçan o comarca d'Occitània situada a la Gascunya. Les seves vil·les principals són L'Enveja i Garlin.
Segons la proposta de divisió territorial d'Occitània del diari Jornalet, basada en l'obra de Frederic Zégierman Le Guide des pays de France, Vic Vilh estaria ubicat a la regió de la Gascunya, subregió del Bearn.
Oficialment, les comunes de Vic Vilh estan adscrites administrativament i situades al nord-est del departament francès dels Pirineus Atlàntics, a la regió administrativa de Nova Aquitània.
Inclou el sub-parçan del Montanerès, entorn de la vil·la de Montaner.